# フィリップ・サルド
フィリップ・サルド（Philippe Sarde,  1948年6月21日 - ）は、フランスの映画音楽作曲家。ヌイイ＝シュル＝セーヌ出身。
フランス映画からハリウッド映画まで幅広い映画音楽を手がけ、1976年、『バロッコ』と『判事と殺人者』でセザール賞を受賞、1979年には『テス』で第53回アカデミー作曲賞にノミネートされた。
映画プロデューサーのアラン・サルドは弟。

## 主なディスコグラフィー
- すぎ去りし日の… Les choses de la vie (1970)
- はめる/狙われた獲物 Max et les ferrailleurs (1971)
- 帰らざる夜明け La veuve Couderic (1971)
- 花のようなエレ Hellé (1972)
- ひきしお Liza (1972)
- 夕なぎ César et Rosalie (1972)
- 最後の晩餐 La Grande Bouffe (1973)
- 暗黒街のふたり Deux hommes dans la ville (1973)
- 離愁 Le Train (1973)
- サン・ポールの時計屋 L'Horloger de Saint-Paul (1974)
- 個人生活 La race des 'seigneurs (1974)
- 湖のランスロ Lancelot du Lac (1974)
- 愛人関係 Les seins de glace (1974)
- 友情 Vincent, François, Paul et les autres (1974)
- 判事と殺人者 Le Juge et l'assassin (1976)
- テナント/恐怖を借りた男 The Tenant / Le Locataire (1976)
- バロッコ Barocco (1976)
- 男と女のアヴァンチュール/紫のタクシー Un taxi mauve (1977)
- たぶん悪魔が Le Diable probablement (1977)
- これからの人生 La Vie devant soi (1977)
- クラブタンブール Le Crabe-tambour (1977)
- チェイサー Mort d'un pourri (1977)
- ありふれた愛のストーリー Une histoire simple (1978)
- バイバイ・モンキー/コーネリアスの夢 Ciao maschio (1978)
- マイ・ワンダフル・ライフ Chiedo asilo (1979)
- テス Tess (1979)
- 未知の戦場/ヨーロッパ198X Le toubib (1979)
- 料理は冷たくして Buffet froid (1979)
- ブロンテ姉妹 Les sœurs Brontë (1979) 編曲
- ミュウ・ミュウの 女刑事 La femme flic (1980)
- ジャン＝ポール・ベルモンドの道化師/ドロボー・ピエロ Le Guignolo (1980)
- ありきたりな狂気の物語 Storie di ordinaria follia (1981)
- 海辺のホテルにて Hôtel des Amériques (1981)
- ゴースト・ストーリー Ghost Story (1981)
- 人類創世 La Guerre du feu (1981)
- 最後の標的 Le choc (1982)
- 戦争と名誉 L'Honneur d'un capitaine (1982)
- ピエラ 愛の遍歴 Storia di Piera (1983)
- ギャルソン! Garçon! (1983)
- ラ・ピラート La Pirate (1984)
- フォート・サガン Fort Saganne (1984)
- ランデヴー Rendez-vous (1985)
- ハーレム Harem (1985)
- ポランスキーの パイレーツ Pirates (1986)
- 夜を殺した女 Le lieu du crime (1986)
- マンハッタン・プロジェクト The Manhattan Project (1986)
- さよならは言わないで Every Time We Say Goodbye (1986)
- 僕と一緒に幾日か Quelques jours avec moi (1988)
- 子熊物語 L'Ours / The Bear (1988)
- 変身する女 La travestie (1988)
- ロスト・エンジェルス Lost Angels (1989)
- リユニオン-再会- Reunion (1989)
- ミュージックボックス Music Box (1989)
- 蝿の王 Lord of the Flies (1990)
- ピストルと少年 Le Petit Criminel (1990)
- EVE -イヴ- Eve of Destruction (1991)
- 海を渡るジャンヌ La vieille qui marchait dans la mer (1991)
- 深夜カフェのピエール J'embrasse pas (1991)
- 若きウェルテル Le Jeune Werther (1993)
- 私の好きな季節 Ma saison préférée (1993)
- レタッチ 裸の微笑 Uncovered (1994)
- ソフィー・マルソーの三銃士 La Fille de d'Artagnan (1994)
- とまどい Nelly et Monsieur Arnaud (1995)
- 世界で一番好きな人 Dis moi oui… (1995)
- 夜の子供たち Les voleurs (1996)
- ポネット Ponette (1996)
- 愛と復讐の騎士 Le Bossu (1997)
- 溺れゆく女 Alice et Martin (1998)
- かげろう Les égarés (2003)
- ベティの小さな秘密 Je m'appelle Elisabeth (2006)
- 証人たち Les témoins (2007)
- ロダン カミーユと永遠のアトリエ Rodin (2017)